# Pesaro e Urbino (provins)
Provinsen Pesaro e Urbino (it. Provincia di Pesaro e Urbino) er en provins i regionen Marche i det centrale Italien. Pesaro er provinsens hovedby.
Der var 351.214 indbyggere ved folketællingen i 2001.

## Geografi
Provinsen Pesaro e Urbino grænser til:
- i nord mod Emilia-Romagna (provinserne Rimini og Forlì-Cesena) og mod San Marino,
- i øst mod Adriaterhavet,
- i sydøst mod provinsen Ancona,
- i syd mod Umbria (provinsen Perugia) og
- i vest mod Toscana (provinsen Arezzo).

43°54′37″N 12°54′48″Ø / 43.91015°N 12.9133°Ø